# Mimosella radicata
Mimosella radicata is een mosdiertjessoort uit de familie van de Mimosellidae. De wetenschappelijke naam van de soort is voor het eerst geldig gepubliceerd in 1992 door Kubanin.